# Aeropuerto de Qamishli
El aeropuerto de Qamishili  (en árabe: مطار القامشلي‎) (IATA: KAC, OACI: OSKL) es un aeropuerto que sirve a la localidad de Qamishili, una ciudad en el noreste de Siria.

## Historia
Aunque el aeropuerto fue cerrado a los civiles en los alrededores de octubre de 2015, ha sido reabierto de nuevo por las autoridades de Siria y vuelan empresas como Cham Alas Airlines, FlyDamas y Siria Aire que ofrecen vuelos regulares desde Qamishili con Damasco, Latakia y Beirut. El aeropuerto se utiliza para recibir de temporada extranjeros vuelos desde Alemania y Suecia. El 21 de enero de 2016, en Rusia la actividad presumiblemente destinados a la creación de una nueva base militar en el gobierno y controlado principalmente aeropuerto abandonado fue reportado por primera vez.

## Instalaciones
El aeropuerto se encuentra en una elevación de 451 m. sobre el nivel medio del mar. Tiene una pista de aterrizaje designada 03/21 con un asfalto de la superficie de medida 3,615 por 46 m de longitud.

## Aerolíneas y destinos
| Aerolíneas          | Destinos                          |
| ------------------- | --------------------------------- |
| Cham Wings Airlines | Beirut, Damascus                  |
| FlyDamas            | Damascus, Latakia[cita requerida] |